# Ogcodes tasmannicus
Ogcodes tasmannicus este o specie de muște din genul Ogcodes, familia Acroceridae, descrisă de John Obadiah Westwood în anul 1876. Conform Catalogue of Life specia Ogcodes tasmannicus nu are subspecii cunoscute.